# 15608 Owens
A 15608 Owens (ideiglenes jelöléssel 2000 GK124) a Naprendszer kisbolygóövében található aszteroida. A LINEAR projekt keretében fedezték fel 2000. április 7-én.